# Alfredo Marco Tabar
Alfredo Marco Tabar (Vitòria, 16 de maig de 1933) és un polític basc. Es llicencià en Dret a la Universitat de Valladolid en 1955.

## Biografia
Va exercir com advocat en l'Il·lustre Col·legi de Vitòria com a lletrat del Consistori Municipal. Ha estat director d'Assumptes Econòmics de l'Organització Sindical a Àlaba.
Fou procurador a les Corts Espanyoles en representació familiar per la província d'Àlaba en 1971 i en l'última legislatura i sotssecretari d'Ordenació Econòmica en 1972. Es va integrar a UCD com a independent i a les eleccions generals espanyoles de 1977 i 1979 fou escollit senador per Àlaba. El 1977 fou també Oficial major lletrat de l'Ajuntament de Vitòria en funcions fins a les eleccions municipals de 1979. També fou conseller d'obres públiques al Consell General Basc i diputat per la UCD a les eleccions al Parlament Basc de 1980.
El 1982 es va integrar en el Centro Democrático y Social, amb el qual fou un dels signants del Pacte d'Ajuria Enea. A les eleccions municipals espanyoles de 1995 fou candidat del Partit Popular del País Basc a l'alcaldia de Vitòria, però no fou escollit i fou portaveu del grup municipal fins al 1999. A les eleccions a les Juntes Generals del País Basc de 1999 i 2003 fou escollit membre de les Juntes Generals d'Àlaba i formà part de l'equip de govern de Ramón Rabanera Rivacoba en la Diputació Foral d'Àlaba fins que es va retirar el 2007.